# مايك فينتر
مايك فينتر (2 سبتمبر 1952 في النمسا - ) هو لاعب كرة قدم نمساوي وأمريكي في مركز حراسة المرمى. شارك مع منتخب الولايات المتحدة لكرة القدم. أما مع النوادي، فقد لعب مع سانت لويس ستارز وشيكاغو ستينغ.

## وصلات خارجية
- مايك فينتر على موقع ناشيونال فوتبول تيمز (الإنجليزية)